# Miguel Anxo Fernández Lores
Miguel Anxo Fernández Lores (Villalonga, Sangenjo, Pontevedra, 7 de junio de 1954) es un médico y político español, alcalde de Pontevedra (Galicia, España). Pertenece al Bloque Nacionalista Galego (BNG) y tomó posesión como alcalde del Ayuntamiento de Pontevedra en 1999. Es el primer nacionalista y de izquierdas que gobierna la ciudad de Pontevedra, ya que desde la Transición siempre habían gobernado partidos de derechas o de centro.

## Biografía
Seguidor del BNG desde sus inicios, previamente a ser alcalde ejerció de médico de cabecera. El último lugar donde tuvo consulta fue en el Ambulatorio Virxe Peregrina, situado cerca de la Plaza de España, plaza emblemática de la ciudad, donde también se sitúa la Casa Consistorial.

## Elecciones
Comenzó a gobernar en 1999, cuando su partido quedó como segunda fuerza en votos y empató con el PP en escaños. Entonces coaligó sus diez representantes con los cinco del PSdeG-PSOE y creó el primer gobierno nacionalista de la democracia en la ciudad de Pontevedra.
En 2003 el BNG ganó las elecciones en votos pero volvió a empatar en escaños con el PP. Se repitió la coalición entre BNG y PSdeG-PSOE (diez y cinco concejales respectivamente) y volvió a gobernar.
Diversos problemas en el gobierno pontevedrés llevaron a un descenso del BNG en 2007, donde se quedó con siete representantes frente a los doce del PP. Sin embargo, Fernández Lores volvió a gobernar gracias a la subida de un escaño del PSdeG-PSOE (que obtuvo seis concejales).
En las elecciones municipales de 2011 la lista del BNG en Pontevedra obtuvo once escaños, cuatro más que en las anteriores elecciones. Se volvió a constituir un gobierno coaligado entre el BNG (once concejales) y el PSdeG (tres concejales).
En 2013 Fernández Lores recibió el Premio Nacional Pablo de Tarso, que otorga al mejor alcalde el Instituto Mexicano de Evaluación (IMDE) en conjunto con el organismo de la sociedad, el Instituto Mejores Gobernantes Asociación Civil, en alianza con la Universidad Pontificia de Salamanca. Se otorga a los mejores gobernantes por su contribución al desarrollo de su país a través de una buena gestión pública.
En las elecciones municipales de 2015 el BNG consiguió doce concejales, frente a los siete que obtuvo el PP, tres el PSdeG, dos de Marea Pontevedra y uno de Ciudadanos. Se constituyó un gobierno del BNG en solitario, al no establecerse esta vez un pacto de gobierno con los socialistas.
En las elecciones municipales del año 2019, su candidatura obtuvo 11 concejales frente a los 9 conseguidos por el PP, 4 del PSdeG y 1 de Ciudadanos. Conformó gobierno con el PSdeG sumando 15 actas frente a las 10 de PP+Cs.
En junio de 2022 anunció su intención de repetir como candidato del BNG a unas nuevas elecciones municipales, con un proyecto a 8 o 10 años porque «lo que me motiva no es ver cosas que ya están en marcha, si no emprender o terminar otras nuevas». Meses después, en marzo de 2023 llenó el Recinto Ferial de Pontevedra con más de 2000 personas en una cena para «celebrar Pontevedra» y continuó su campaña presentando a la lista con la que competirá por conseguir un nuevo mandato en las Elecciones municipales de 2023.
Tras las elecciones del 28 de mayo de 2023, el BNG perdió 2 concejales, los mismos que ganó el PP gallego, ganador en el municipio. Sin embargo, Fernández Lores pudo mantener la alcaldía renovando su pacto con el PSdeG.